# Barichneumon rhenanus
Barichneumon rhenanus är en stekelart som först beskrevs av Heinrich Habermehl 1916.
Barichneumon rhenanus ingår i släktet Barichneumon och familjen brokparasitsteklar. Inga underarter finns listade.